# Аргентина в Другій світовій війні

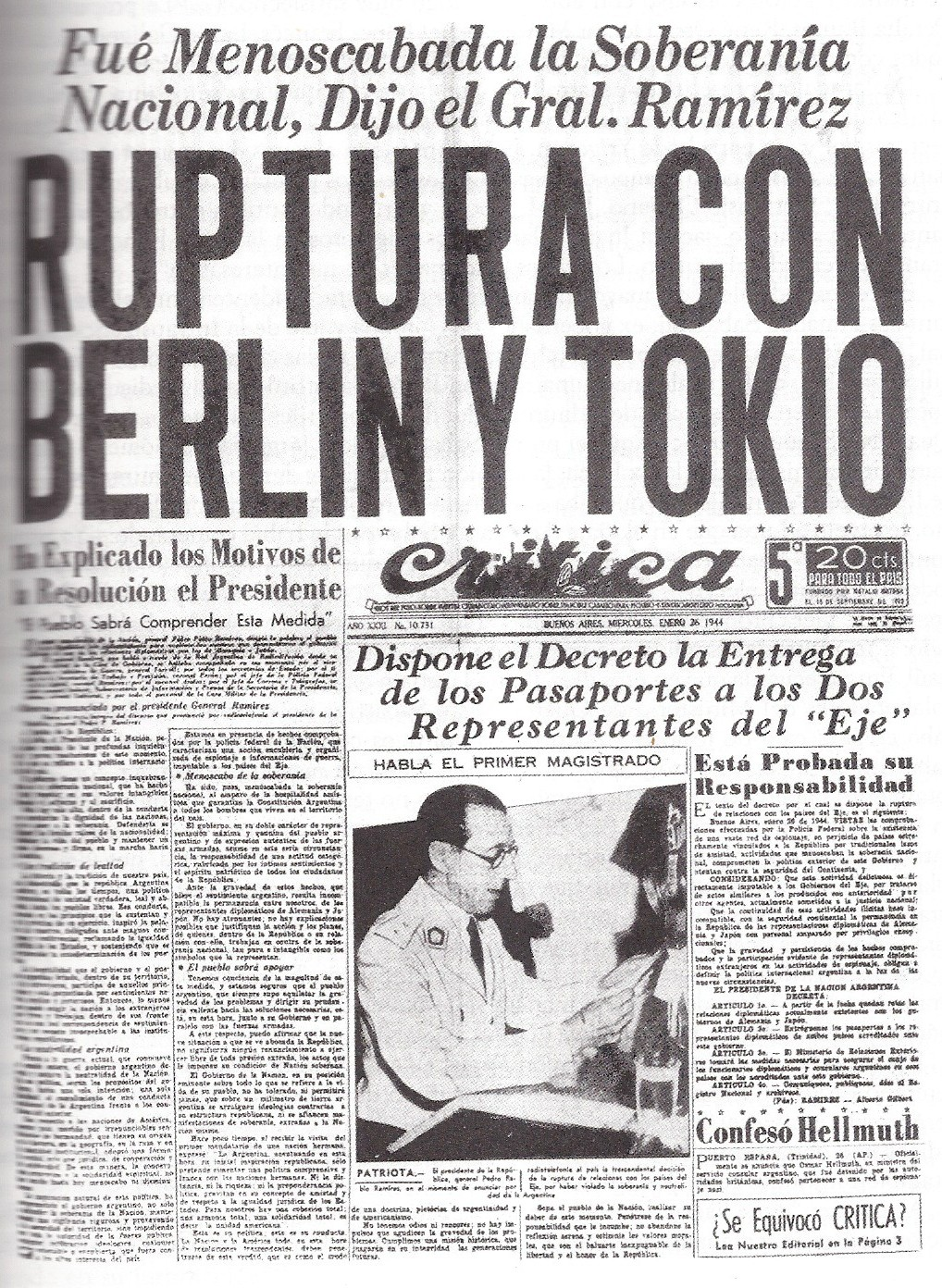
Заголовок газети, що інформує про розрив дипломатичних відносин Аргентини 26 січня 1944 року з Німеччиною та Японією

Історія Аргентини під час Другої світової війни — це складний і суперечливий період аргентинської історії з моменту початку війни в Європі в 1939 році й до капітуляції Японії в 1945 році. Німецький вплив на Аргентину був сильним, головним чином завдяки присутності великої кількості німецьких іммігрантів у країні. Аргентина, будучи колишнім торговим партнером Німеччини, після початку війни оголосила про нейтралітет. З одного боку, в аргентинській економіці традиційно були хороші відносини з Британією, а з іншого — кількість німецького населення постійно збільшувалася й це сприяло зміцненню контактів Буенос-Айреса з Берліном, до того ж невирішене питання щодо Фолклендських островів місцеві націоналісти використовували для пропаганди Німеччини. Німецька громада Аргентини була однією з найбільших у Південній Америці. Під сильним тиском США, а також можливою поразкою країн Осі, Аргентина 26 січня 1944 року розірвала відносини із державами Осі, а 27 березня 1945 року, будучи однією з останніх, усе ж оголосила війну Берліну й Токіо. Безпосередньо в бойових діях країна не брала участі, але аргентинські добровольці йшли воювати по обидві сторони фронту.

## Передісторія

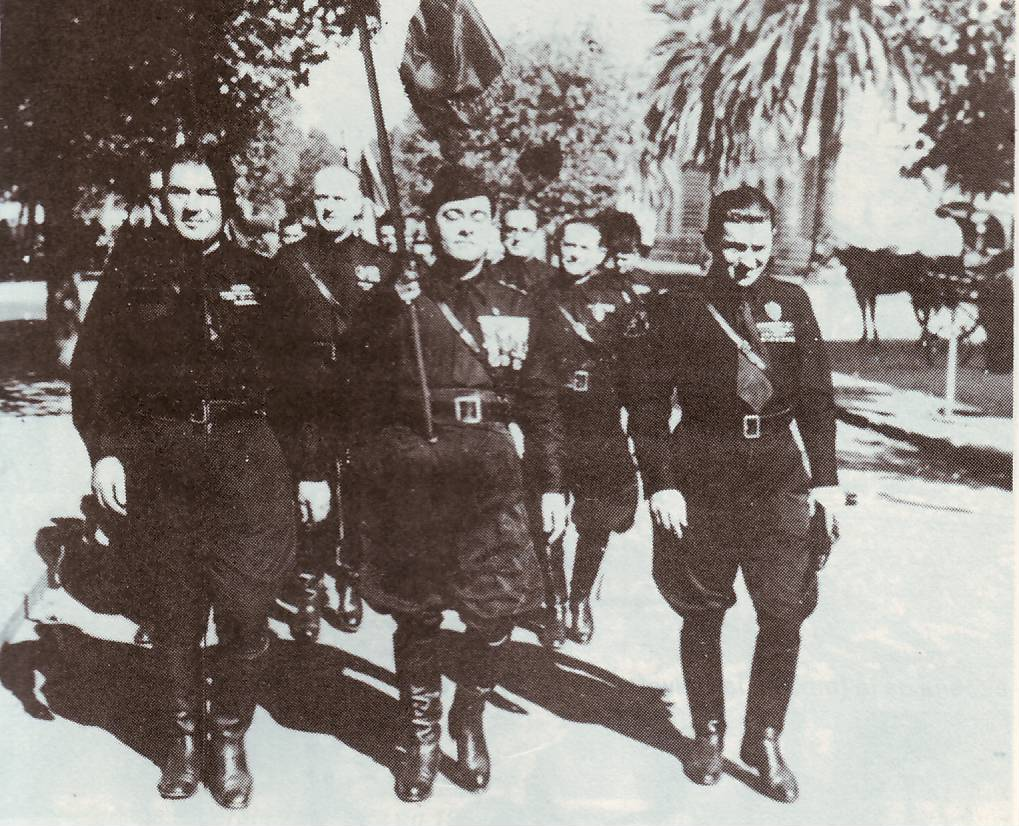
Марш аргентинських фашистів. Ла-Плата. 1930 рік

У Першій світовій війні Аргентина дотримувалася нейтралітету, проводячи торгівлю з обома воюючими сторонами. Оскільки збройні сили країни були відносно слабкими, а флот держави знаходився в процесі оновлення. Президенти, консерватор Вікторіно де ла Пласа і радикал Іполіто Іріґоєн, утримали Аргентину від вступу у війну. Цей період в історії країни відзначається зростанням економіки та розвитком культури й науки. Аргентина стала одним із найбільших центрів імміграції на американському континенті. Серед вихідців з Німеччини були військові та колишні учасники Першої світової війни. Аргентинський генералітет захоплювався моделлю прусської армії, що відбилося на векторі розбудови збройних сил. Так, у 1939 році 17 з 34 аргентинських генералів мали досвід служби в німецькій армії. Зброя була німецького виготовлення, амуніція базувалася за зразком форми вермахту. У країні налічувалася достатня кількість військових інструкторів, родом з Німеччини.

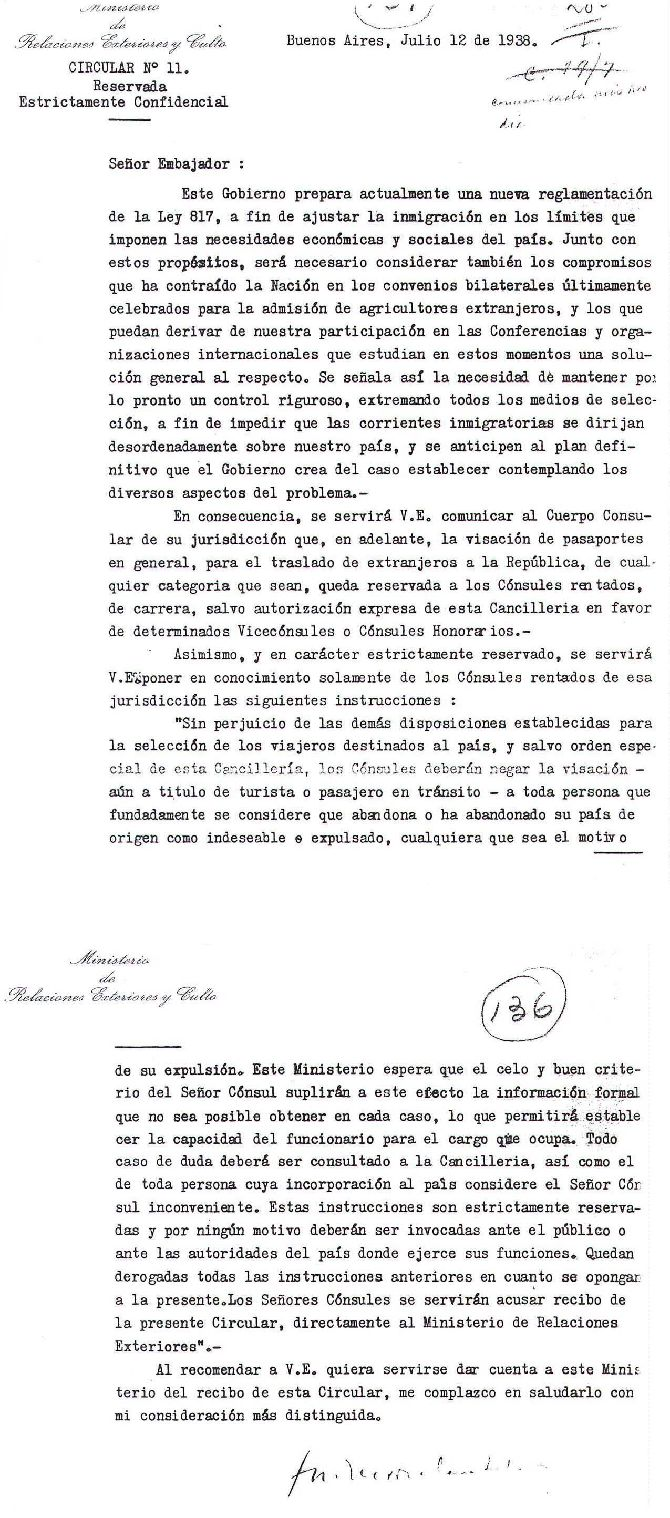
Директива № 11

Світова економічна криза 1929—1930 років позначилася й на Аргентині. У країна почався період, що відомий в історії Аргентини як «Безславна декада». Зросло безробіття, почастішали страйки. Усе це разом із приходом харизматичного Гітлера до влади в Німеччині та заколотом франкістів в Іспанії (фалангізм) сприяло підвищенню націоналістичних настроїв у країні. У містах Кордова й Буенос-Айрес з'явилися організації фашистсько-клерикального спрямування, такі як Національна фашистська партія, Аргентинська фашистська партія, Національний фашистський союз та ін. Лідери місцевих націоналістів — Німіо де Анкін, Хуан Карлос Гоєнече, Мануель Гальвес і інші — не мали особливої політичної сили в країні. Їх політичні амбіції не дуже активно сприяли утворенню єдиного, об'єднаного руху; партії так і не змогли об'єднатися в одну, більш велику та значущу. Водночас в Аргентині були сильні позиції робітничого класу, тут проживало безліч європейських іммігрантів-соціалістів. Тому комуністична партія була однією з найстаріших та найбільших у регіоні.
Проте протиріччя були не лише в політиці. Приміром, аргентинські військові були прихильниками країн Осі та їх союзників, а олігархи підтримували Британію (1/3 всього імпорту й 20 % експорту), куди надходила левова частка продукції аграрного сектора Аргентини. Олігархи насамперед побоювалися за свої економічні інтереси. Це, а також застигла політика аргентинських правлячих кіл призвели до того, що Буенос-Айрес не вступив у війну на стороні країн Осі. Згодом навіть військове командування почало підтримувати нейтралітет та вважати його найбільш прийнятним варіантом для країни. І лишень невелика частина офіцерів підтримували Адольфа Гітлера.
У 1938 році урядом Аргентини була випущена Директива (циркуляр) № 11 про обмеження в'їзду в країну європейських біженців-євреїв, що тікали від переслідування Третього рейху. Так аргентинська влада висловила свій антисемітизм, Буенос-Айрес багато в чому наслідував берлінську політику.

### Економіка

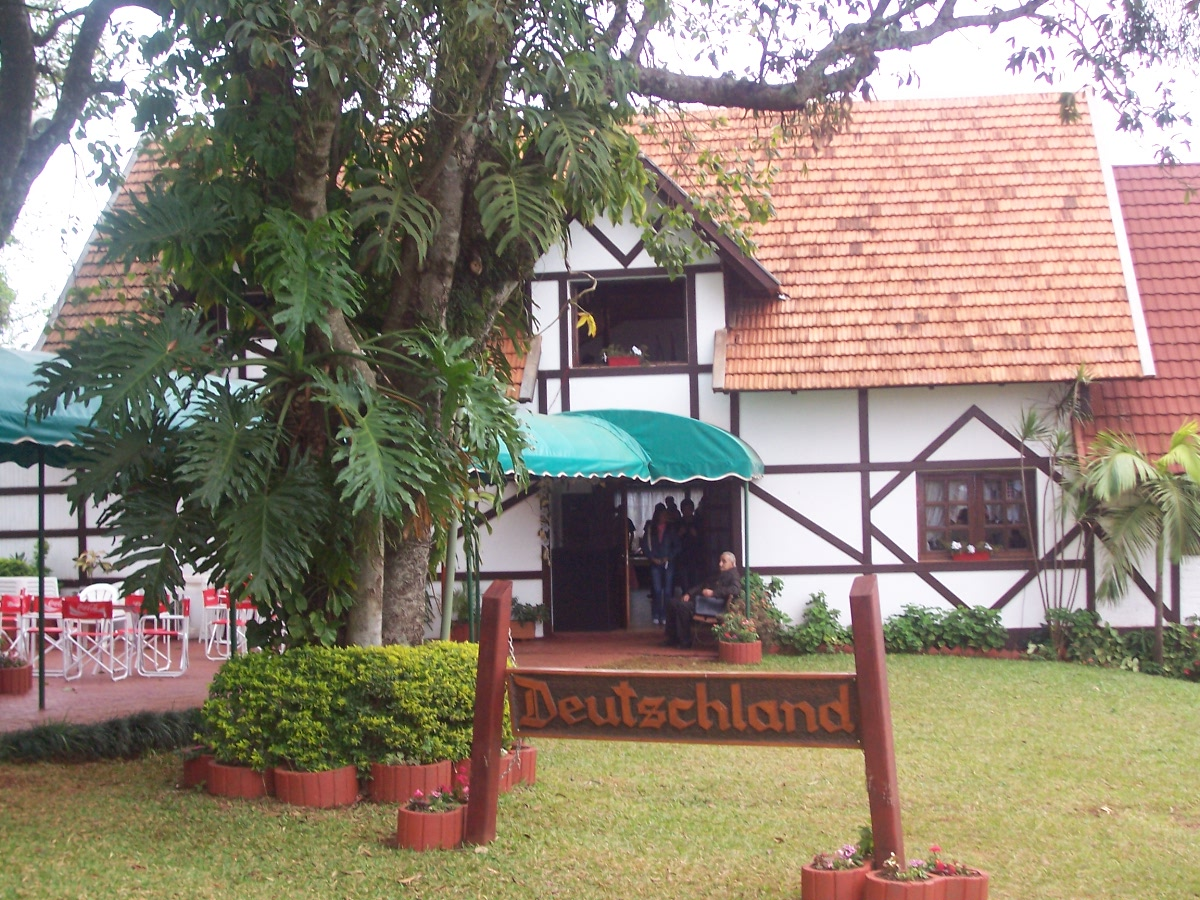
Оселя німецьких іммігрантів

На початок Другої світової війни Аргентина була одним з найбільших виробників сільськогосподарської продукції та найбільшим експортером у Південній Америці. Наприклад, по виробництву пшениці країна займала п'яте місце у світі, по постачаннях шкіри та вовни, а також поголів'я худоби на світовий ринок — була одним із лідерів. Основним покупцем аргентинської аграрної продукції була Велика Британія. Так, туди поставлялися до 85 % усього аргентинського м'яса. Це утворювало сильну економічну залежність Буенос-Айреса від Лондона. У 1933 році між країнами був підписаний «пакт року» — Ренсимена про співпрацю, що був продовжений у 1936 році.
Позиції Німеччини в Аргентині були не настільки сильні, хоча й значні. Розуміючи, що витіснити англійців з основних галузей економіки їм не вдасться, німці пішли іншим шляхом. Вони почали робити інвестиції здебільшого в авіакомпанії, будівництво летовищ та в інші господарські об'єкти, що мають стратегічне призначення.
Скорочення імпорту промислових товарів і сировини призвело до розвитку виробництва їх на території країни. Значний розвиток отримало виробництво холодильників, взуття, радіопристроїв, електроприладдя та інших товарів широкого вжитку. Інтенсивними темпами почала розвиватися й видобувна промисловість. Скорочення ввезення вугілля з Англії поставило країну на межу енергетичної кризи. Цю проблему частково було вирішено імпортом палива з Бразилії, Чилі та ПАР. Посилилася експлуатація надр вугільного родовища в Ріо-Турбіо [ісп.] на півдні Патагонії, для кращого перевезення копалин до цього міста було побудовано залізничну гілку від атлантичного порту Ріо-Гальєгос. Розподіл та використання вугілля суворо контролювалися.

### Збройні сили країни
На початок Другої світової війни збройні сили Аргентини за чисельністю (66 тисяч чоловік) посідали друге місце в Південній Америці, а флот — був найбільшим. Проте становище військової техніки сухопутних військ залишало бажати кращого, на відміну від флоту й авіації. Так, окрім 12 англійських малих танків Model 1934 виробництва «Віккерс», в аргентинській армії не було іншої бронетанкової техніки, не рахуючи броньовиків «Кросслі». Переговори про купівлю 160 легких танків TNHP були перервані окупацією Чехословаччини Німеччиною. Країни Осі в умовах війни мали дефіцит озброєння, тож не могли постачати Аргентині бронетехніку. А ембарго, введене країнами антигітлерівської коаліції на поставки Буенос-Айресу зброї, тільки погіршило ситуацію.
Дефіцит військової техніки аргентинці спробували компенсувати власними винаходами. Так, інженером Альфредо Баізі було розроблено середній танк «Науель» і бронетрактор «Якаре». У державній установі DGME почали розробку автомобіля підвищеної прохідності «Ньянду». Авіабудування було відносно розвинене й до початку Другої світової війни. На підприємствах FMA, IMPA та ін. будували як ліцензійні, так і власні розробки — навчальні (FMA I. Ae. 22 DL, IMPA Tu-Sa), розвідувальні літаки, легкі бомбардувальники «Бомби». На корабельнях країни почалося будівництво корветів і фрегатів. А водночас на кількох заводах «Фрай Луїс Бельтрані» (DGFM), «Домінґо Матеу», HAFDASA і «Алькон» велося виробництво стрілецької зброї, частина якої експортувалася. Наприклад, пістолет «Баллестер-Моліна» використовувався підрозділами командос Великої Британії.
До цього часу Сполучені Штати, після довгих спроб схилити Буенос-Айрес на свою сторону, почали розглядати варіант вторгнення бразильських військ в Аргентину. США постачали в Ріо-де-Жанейро по ленд-лізу танки, літаки, кораблі та іншу військову техніку. Бразильський посол у Вашингтоні сказав, що Буенос-Айрес міг бути повністю розбомблений бразильськими ВВС. Слід зазначити, що американо-аргентинські та бразильсько-аргентинські відносини ще до початку війни були напруженими.

## Початок війни. Нейтралітет

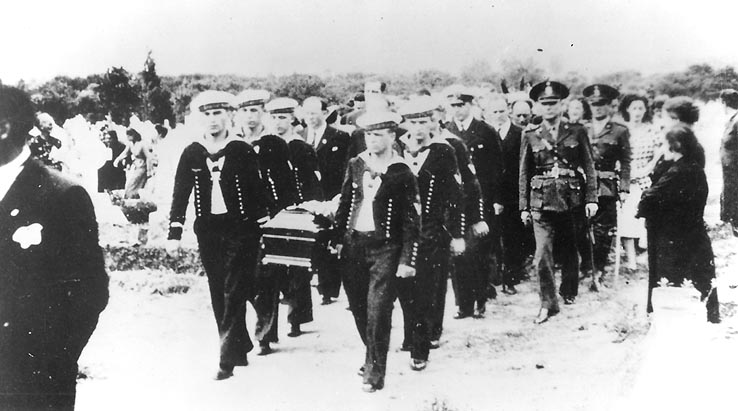
Похорони командира німецького крейсера «Адмірал граф Шпее» Ганса Лангсдорфа в Буенос-Айресі. 21 грудня 1939 року

З початком бойових дій в Європі, 4 вересня, Аргентина оголосила про свій нейтралітет. Чинний президент Роберто Марія Ортіс, який прийшов до влади шляхом шахрайських махінацій з отриманням голосів на виборах, був прихильником антигітлерівської коаліції, але через опозицію в армії не переривав відносини з країнами Осі. Однак блокування портів країн Осі англо-американським флотом призвело до зведення нанівець торгівлі Аргентини з Європою. На складах почали накопичуватися величезні запаси сільськогосподарської продукції. Порушилося торговельно-економічне життя країни. Так, наприклад, до війни в порт столиці щодня заходило до 150 торгових суден, то вже в перші місяці бойових дій ця цифра знизилася до 26 на тиждень. У цих умовах Буенос-Айрес почав орієнтуватися на Вашингтон та Лондон. Окрім того, протягом 1939—1940 років були укладені договори з країнами латиноамериканського регіону, а також із Данією і Японією. Так, якщо 1939 року на частку латиноамериканських країн припадав 21 % експорту і 32 % імпорту, то вже у 1945 році ці показники становили 49 % і 61 % відповідно.

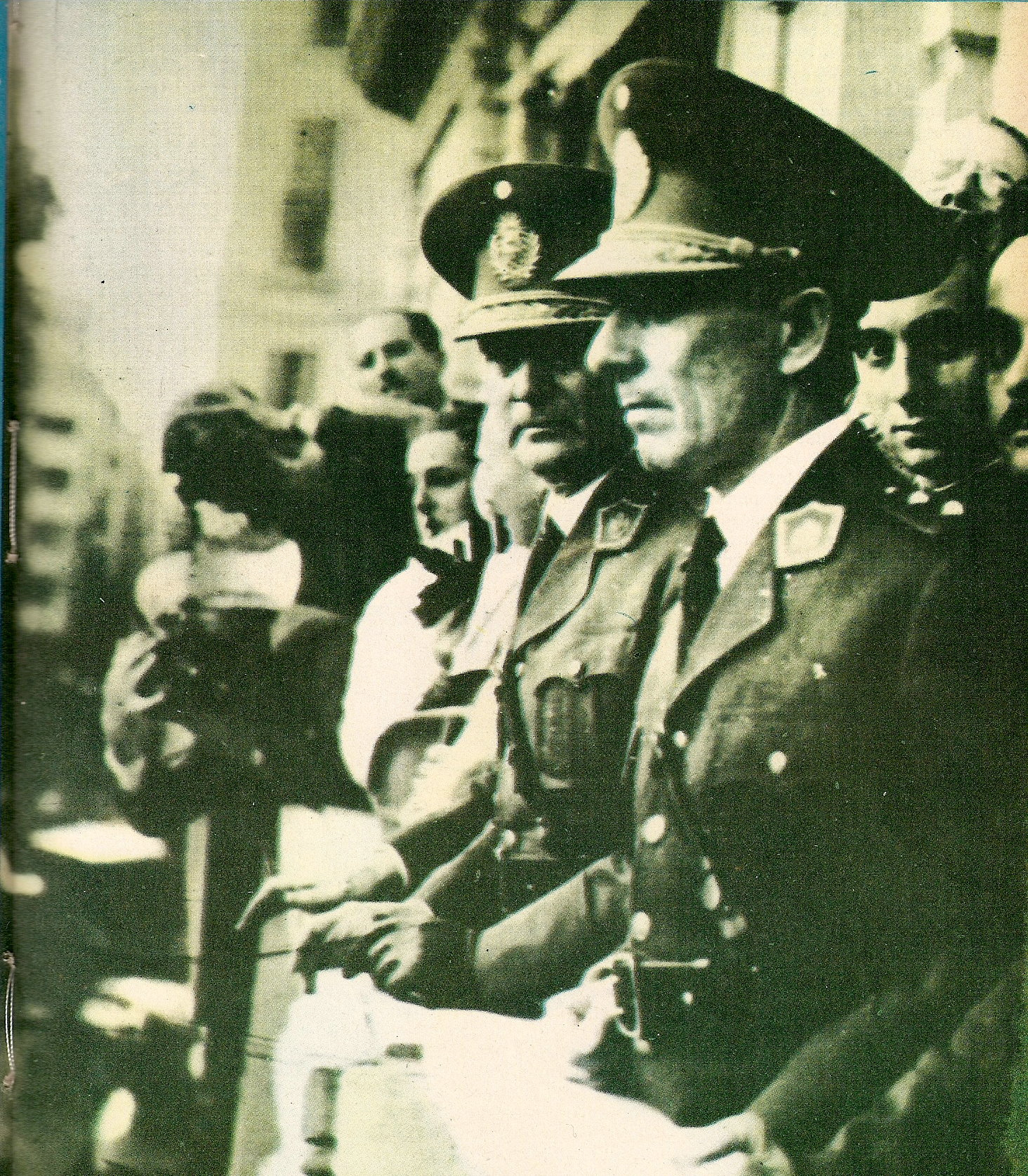
Артуро Росон і Педро Рамірес на балконі президентського палацу Каса-Росада

Деякому поліпшенню економіки сприяли нейтральна (до 1940-го) Італія, франкістська Іспанія, а також Португалія, що стали реекспортерами в товарообігу Аргентини та Німеччини. Після військового конфлікту в Перл-Гарборі відкрита торгівля з Японією стала об'єктом нарікань від країн антигітлерівської коаліції. Судна з аргентинською продукцією почали прямувати в португальську колонію Макао (Аоминь).
13 грудня 1939 року біля берегів Аргентини, у затоці річки Ла-Плата, відбулася перша велика морська битва Другої світової війни — бій німецького важкого крейсера «Адмірал граф Шпее» з британськими кораблями. Після важкого бою, у якому англійські кораблі зазнали пошкоджень, німецький «кишеньковий лінкор» зайшов до уругвайського Монтевідео, а 17 грудня корабель, за особистим наказом Гітлера, був підірваний і затоплений у нейтральних водах з координатами 56°18′01″34°58′25″ ш. — 56°18′01″ д. Екіпаж на чолі з командиром Гансом Лангсдорфом інтернувався в Буенос-Айресі. 20 грудня Лангсдорф застрелився.
У 1940 році президент Ортіс тяжко захворів і главою держави де-факто став віце-президент Рамон Кастільйо. Після Перл-Гарбора Кастільйо ввів у країні воєнний стан, що зберігався до кінця війни. Історик британських спецслужб Е. Х. Кукридж стверджував у своїй книзі, що читав був звідо́млення Державного департаменту США, у яких доповідалося про перехоплені повідомлення Кастільйо на адресу Гітлера з проханням надіслати зброю і літаки для вступу Аргентини у війну проти США і Великої Британії.
У січні 1942 році в Ріо-де-Жанейро відбулася нарада міністрів закордонних справ американських держав, де було рекомендовано розірвати відносини з країнами нацистського блоку й припинити всі торгові зв'язки з ними. Незважаючи на тиск США, Аргентина, за підтримки британців, відмовилася виконувати цю рекомендацію. У червні 1942 оку Ортіс пішов у відставку через хворобу та помер через місяць.

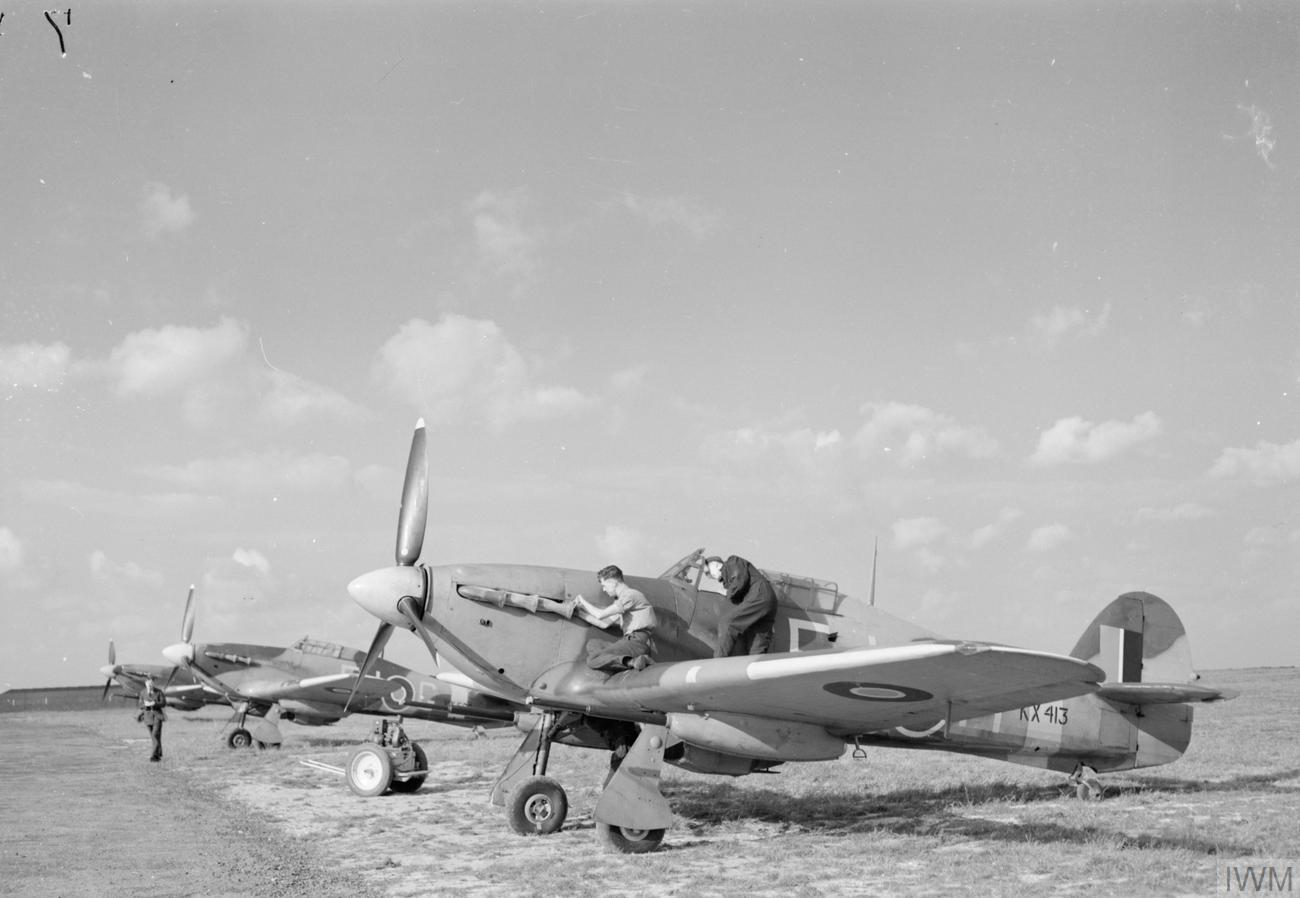
«Харрікейн» 164-й ескадрон

Аргентинські добровольці брали участь у бойових діях по обидва боки фронту. Найбільш відомими з тих, що воювали за антигітлерівську коаліцію, були Морін Данлоп і Кеннет Чарні. Морін, уродженка Кільмеса, служила в допоміжних льотних частинах ATA (англ. Air Transport Auxiliary) — переміщувала літаки до місць бойових дій. Вона стала широко відомою завдяки світлині біля літака Fairey Barracuda, опублікованій у журналі Picture Post. Після війни повернулася до Аргентини. Кеннет Чарні, також із Кільмеса, за бої в небі над Мальтою отримав прізвисько «Чорний лицар Мальти». На його рахунку 18 перемог.
Ще до офіційного вступу у війну близько 600 аргентинських добровольців, здебільшого англо-аргентинського походження, приєдналися до британських і канадських ВПС. З їх числа у ВПС Британії була сформована 164-та ескадрілья. У 1944 році цей підрозділ брав участь в операції з висадки союзників у Нормандії. Пізніше, будучи у складі 21-ї армійської групи, вони (добровольці) брали участь у боях на півночі Франції та Бельгії.
З числа аргентинських вихідців, котрі брали участь у війні на стороні країн Осі, найбільш відомими є Ріхард Дарре, Горст Фульднер, Еріх Дарре. Усі вони займали високі посади в Третьому рейху. У Франції режиму Віші проживав аргентинський журналіст Шарль Леска. Корветтен-капітан Гайнц Шеринґер (нім. Heinz Scheringer), родом із Буенос-Айреса, командував субмаринами U-10, U-13 та U-26. Радист відомого підводного човна U-534, також був аргентинцем.
Незважаючи на дружню позицію Буенос-Айреса по відношенню до країн Осі, між ними все ж сталося кілька інцидентів.
- 27 травня 1940 року U-37 потопила вантажне судно «Уругвай», яке йшло з Росаріо в порт Лімерик нейтральної Ірландії з вантажем маїсу. U-37 зупинила «Уругвай», вивчивши папери та мету плавання, судно було затоплено в районі з координатами 43°40′ ш. 12°16′ д. за допомогою підривних зарядів. 28 членів екіпажу були кинуті в море в шлюпках. 15 осіб загинуло, 13 вижило[33].

- 18 квітня 1942 року під час свого 6-го походу підводний човен U-201 кріґсмаріне торпедував біля берегів Північної Америки в районі з координатами 36°41′ ш. 68°48′ д. аргентинський танкер «Вікторія». Судно залишилося на плаву й було відбуксовано до Нью-Йорка[34][35].

- 22 червня 1942 року за 190 км від Нью-Йорка в районі з координатами 39°15′ ш. 72°32′ д. субмариною U-202 було затоплено судно «Ріо-Терсеро». З 42 членів екіпажу загинуло 5 осіб[36][37].

## Переворот 1943 року
5 червня 1943 року в Аргентині відбувся переворот, унаслідок якого Артуро Росон був замінений на Педро Пабло Раміреса. Нова влада продовжувала як прогресивну, так і реакційну політику. Вона встановила максимальні ціни на популярні товари, знизила орендну плату, анулювала привілеї заводу «Чадопифф» і зробила лікарні відкритими для всіх, водночас були втручання в роботу профспілок, була закрита комуністичну газету «Ла Гора», також була запроваджена релігія в школах. Хуан Перон і Едельміро Хуліан Фаррелл з військового міністерства сприяли поліпшенню відносин з профспілками.
Комуністична партія керувала місцевою політикою відповідно до дипломатичних узгоджень з Радянським Союзом. У результаті вона підтримувала нейтралітет і виступала проти британського впливу в Аргентині на ранніх стадіях війни, відповідно до Договору про ненапад між Німеччиною і Радянським Союзом. Початок німецького вторгнення до Радянського Союзу і наступний вступ СРСР у війну змінили це ставлення. Комуністи стали провоєнними і не підтримували подальші страйки на британських фабриках в Аргентині.
Події що розгорнулися із СРСР зменшили підтримку аргентинських комуністів, вони почали виступати проти Перона і нової влади. Комуністична партія називала уряд Аргентини пронацистським. У відповідь на скарги комуністів Перон казав: «Виправдання, які вони шукають, дуже добре відомі. Вони кажуть, що ми „нацисти“ хоча ми настільки далекі від нацизму, як і від будь-якої іншої іноземної ідеології. Ми не хочемо більше [виборчого] шахрайства, брехні. Ми не хочемо, щоб ті бездарі, що не працюють, жили за рахунок тих, хто працює».
Уряд мав дипломатичні дискусії зі Сполученими Штатами, Аргентина вимагала більше літаків, палива, кораблів і військової техніки. Аргентинський канцлер Сеґундо Сторні стверджував, що, незважаючи на те, що Аргентина не приєдналася до війни, вона допомагала союзникам, посилала їм їжу тощо. На що державний секретар Корделл Голл зазначав, що Аргентина залишається єдиною країною Латинської Америки, яка не розірвала відносин з «Осі», що аргентинська їжа не посилалася, а продавалася за умов прибуткового повернення, і що військова техніка Сполучених Штатів була призначена лише для країн, що вже знаходяться у стані війни, і є багато країн, що стикнулися із більш серйозною нестачею палива ніж Аргентина. Сторні подав у відставку після відхилення американцями його прохання. 
Сполучені Штати продовжили заходи по збільшенню тиску на Аргентину. Усі аргентинські компанії, які підозрювалися у зв'язках із керівництвом «Осі», були включені до «чорного списку», обмежувалася кількість газетного паперу, що призвело до зниження чисельності газет. Були і бойкоти. Призупинено американський експорт до Аргентини електронної техніки, хімічних речовин та інфраструктури видобутку нафти. Майно сорока чотирьох аргентинських компаній було вилучено, а заплановані кредити припинені. Голл хотів послабити аргентинський уряд, або змусити його піти у відставку. Саме спосіб дипломатичного й економічного тиску, на відміну від оголошення відкритої декларації війни проти Аргентини був більш доцільним для США, бо вони не бажали порушувати постачання продовольства до Великої Британії. Тим не менш, він також розглядав ситуацію як шанс Сполучених Штатів отримати більший вплив на Аргентину, ніж Велика Британія.
Сполучені Штати також погрожували звинуватити Аргентину за участь у державному перевороті Гвальберто Вільярроеля в Болівії, а також у намаганні отримати зброю від Німеччини. Проте допомога Німеччини була малоймовірною, враховуючи їхню крихку ситуацію в 1944 році. Врешті-решт Рамірес зібрав нове засідання Уряду на якому було погоджено розірвати будь-які дипломатичні відносини з керівництвом Осі (хоча і без оголошення війни) 26 січня 1944 року.
Розрив відносин викликав заворушення в армії, і Рамірес розглянув питання про усунення з уряду впливових Фаррелла і Перона. Однак їх фракція виявила план Раміреса і вони розбили Уряд, щоб уникнути відданості військовослужбовців Рамізу, а потім ініціювали переворот проти нього. 24 лютого Едельміро Хуліан Фарелл став новим президентом Аргентини.
Сполучені Штати заперечували визнання Фаррелла, оскільки він був прихильником політики нейтралітету. Фаррелл підтвердив свої погляди 2 березня. Як наслідок Сполучені Штати розірвали відносини з Аргентиною через два дні. Вінстон Черчилль скаржився на жорстку політику Сполучених Штатів щодо Аргентини, вказуючи на те, що аргентинські запаси життєво важливі для англійців і що, усуваючи свою дипломатичну присутність з країни, вони, далебі, змусять Аргентину шукати німецького прихистку. Британська дипломатія прагнула гарантувати постачання аргентинської їжі до них підписанням договору, у той час як дипломатична політика США прагнула запобігти втіленню в життя подібного договору. Голл наказав конфісковувати аргентинські товари, припинити зовнішню торгівлю з нею та уникнути будь-яке сполучення американських суден, і насамкінець засудив Аргентину як «нацистську штаб-квартиру в західній півкулі».
Також США розглядали можливість нападу Бразилії на Аргентину.

## Розрив відносин з країнами Осі. Пасивна участь

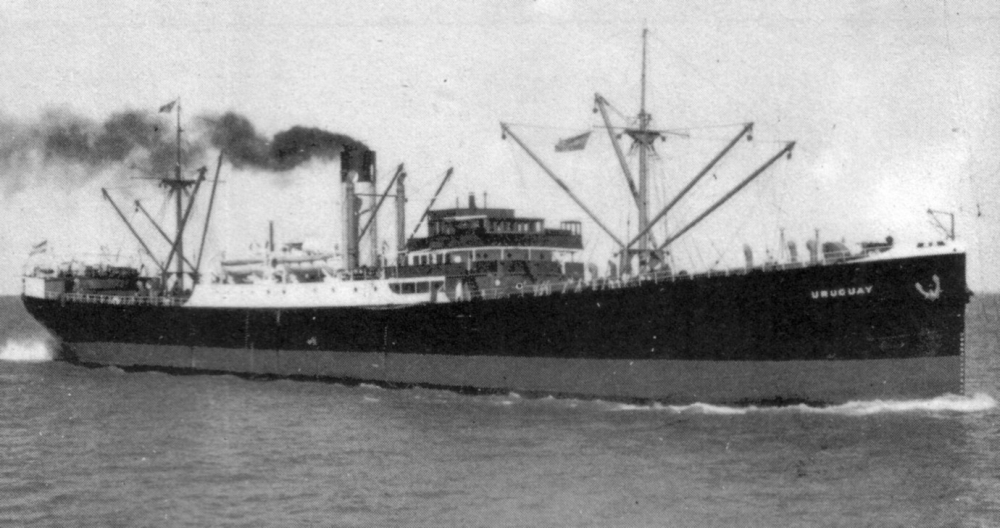
Аргентинське судно «Уругвай», затоплене U-37

26 січня 1944 року уряд Аргентини під сильним міжнародним тиском був змушений розірвати стосунки з країнами Осі. Офіційним приводом для розриву послужило виявлення в країні розгалуженої мережі німецької розвідки. Її викриттю посприяли не тільки дії аргентинської поліції, а й розвідслужби США та Британії. У 1944-1945 роках США, Велика Британія і майже всі латиноамериканські держави відкликали з Буенос-Айреса своїх послів. Перебуваючи в умовах міжнародної ізоляції, наприкінці війни уряд у Каса-Росада був змушений змінити свої погляди і 27 березня 1945 року країна оголосила війну Німеччині і Японії. Незважаючи на це, Аргентина так і не послала на фронт жодного солдата, хоча й відправляла навесні-влітку 1945 року свої крейсера «Альміранте Браун» і «Вейнтісінко де Майо» та інші кораблі на пошук німецьких підводних човнів, що залишалися в Південній Атлантиці після капітуляції Берліна.
Після поразки Третього рейху в Аргентину прибули й були інтерновані два підводні човни Крігсмаріне — 10 липня U-530, а 17 серпня — U-977.

## Після війни
Ще до капітуляції Німеччини були розпочаті обговорення планів втечі німецьких військових і політичних діячів у країни, котрі лояльно ставилися до режиму Гітлера. Першочергово це стосувалося Аргентини. Кардинал Антоніо Каджіано і офіцер СС Горст Фульднер, а потім і Хуан Перон, багато в чому сприяли втіленню в життя цих планів. Системи маршрутів втечі нацистів і фашистів із Європи наприкінці Другої світової війни отримали від американських спецслужб назву «пацючі стежки». Нацисти переправлялися в Аргентину шляхом отримання паспорта в римському офісі Червоного Хреста та подачі прохання на туристичну візу (вимоги щодо наявності довідки про здоров'я та зворотного квитка були скасовані за рекомендацією Каджіано). Таким чином до країни потрапили Еміль Девуатін, Курт Танк, Реймар Гортен, Адольф Айхман, Йозеф Менгеле і багато інших.

## Галерея

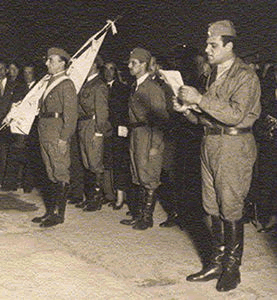
Аргентинські націоналісти
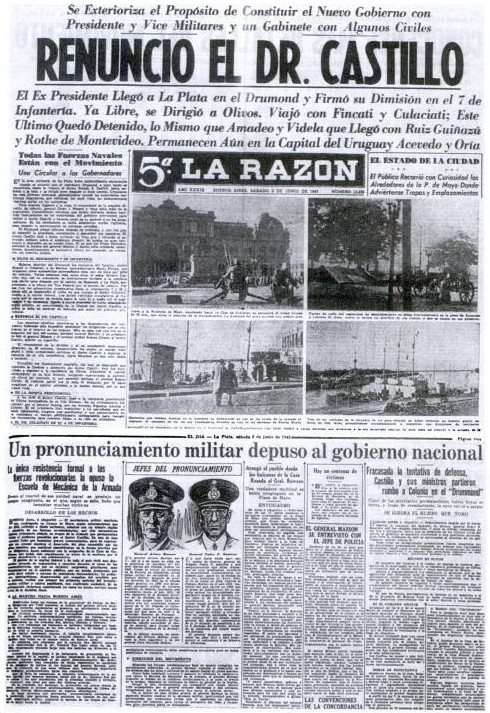
Заголовок газети про Революції 1943 року
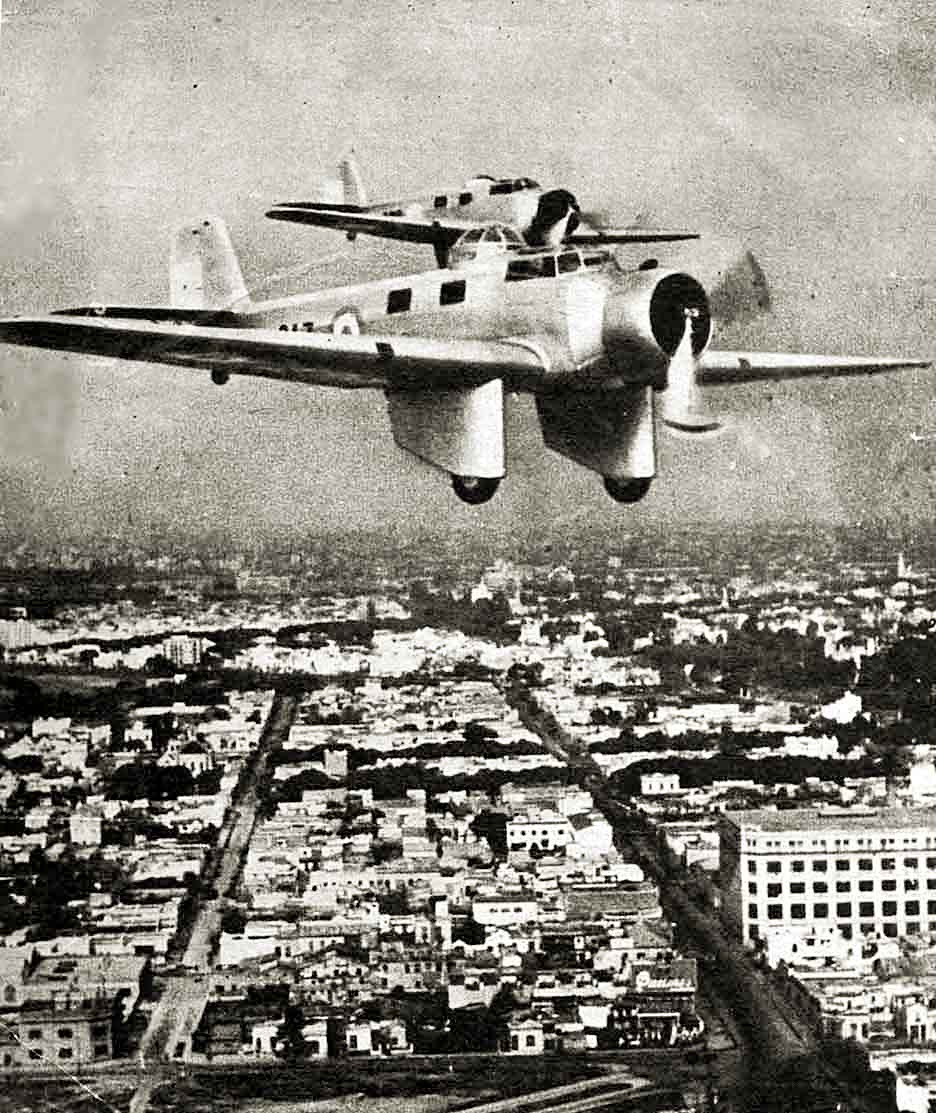
Бомбардувальники FMA Ae. MB.2 Bombi в небі над Аргентиною
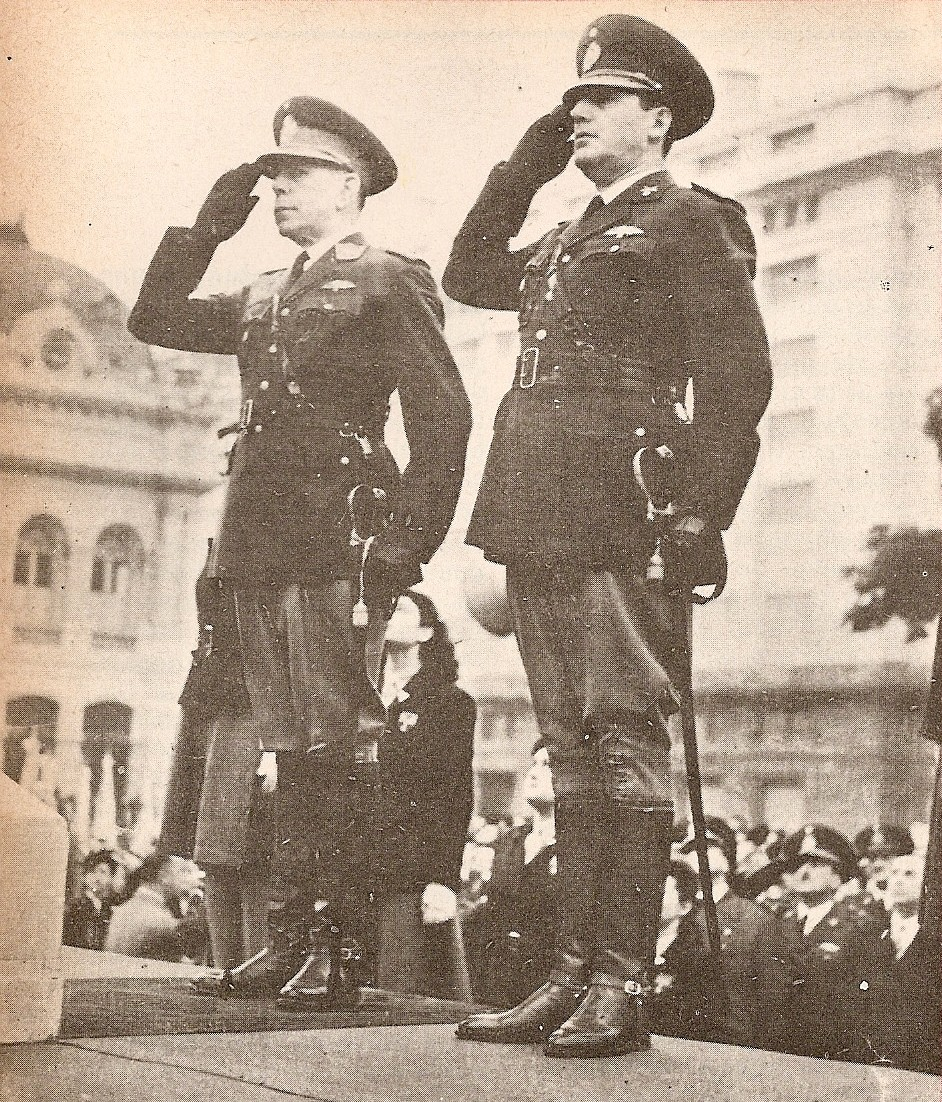
9 березня 1945 року: зміна влади в Аргентині. Новий президент генерал Е. Фаррель (ліворуч) і полковник Х. Перон
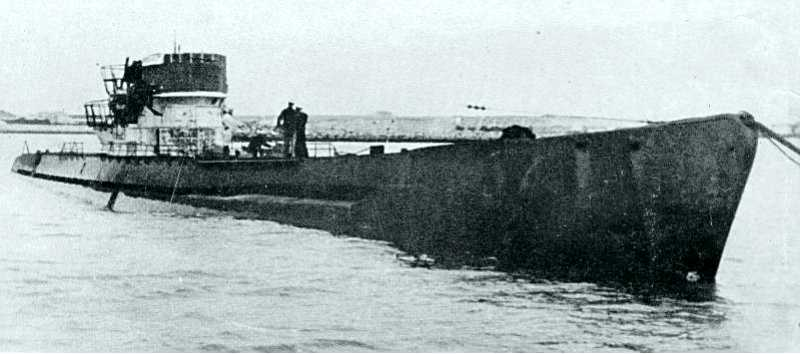
Інтернована U-530 в порту Мар-дель-Плата. 1945 р.
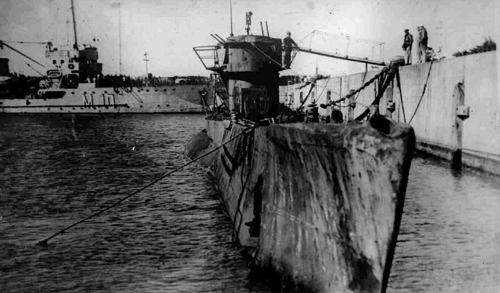
Інтернована U-977 у порту Мар-дель-Плата. 1945 р.
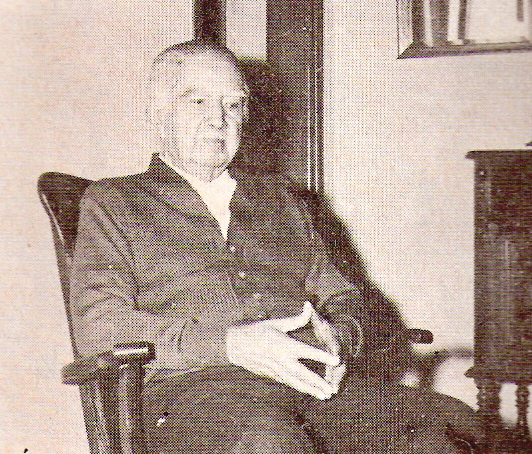
Лідер кордовських фашистів — Німіо де Анкін
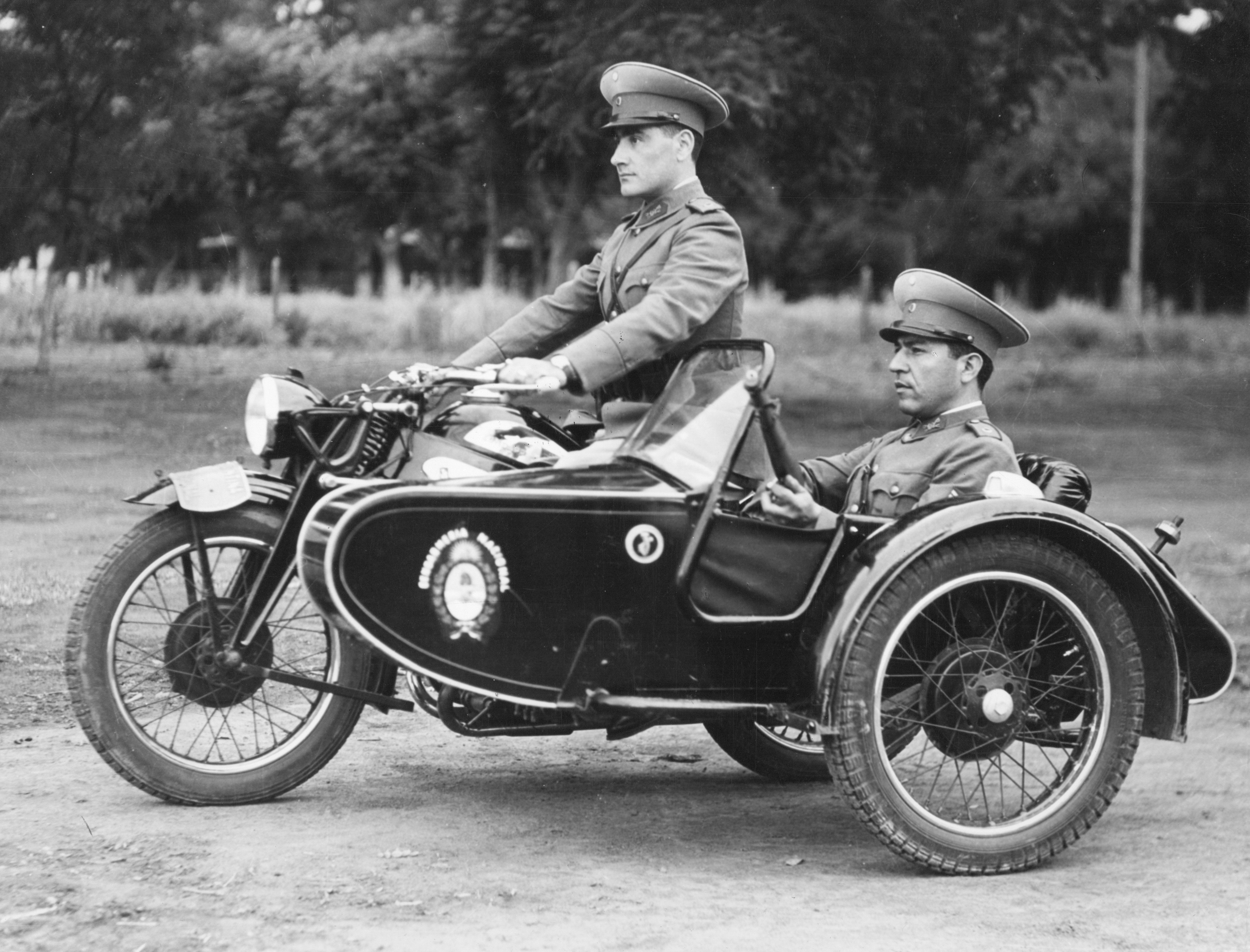
Агенти Національної жандармерії Аргентини стежать за порядком у країні. 1940-і роки